# مناظرة كوبلستون - راسل
النقاش بين كوبلستون ورسيل هو جدال يتعلق بوجود الله بين فريدريك كوبلستون وبرتراند راسل في إذاعة إذاعة بي بي سي عام 1948. يركز النقاش على نقطتين: الحجج الميتافيزيقية والأخلاقية لوجود الله. وفقًا لغراهام أوبي ونيك تراكاكيس، فإن الحجج المستخدمة في هذا النقاش تمثل الحجج التي قدمها المؤمنون والملحدون في النصف الأخير من القرن العشرين، مع استخدام نهج راسل غالبًا من قبل الملحدين في أواخر القرن العشرين.

## نظرة عامة
في مناظرة راديو بي بي سي عام 1948 بين برتراند راسل وفريدريك كوبليستون، كان موقف كوبليستون هو أن وجود الله يمكن إثباته فلسفيًا. كان موقف راسل موقف لاأدري (هو وكوبليستون فهموا المصطلح) لأنه اعتقد أن عدم وجود الله لا يمكن إثباته أيضا. ما إذا كان راسل كان لاأدريا أو ملحدًا هو سؤال كان قد طرحه سابقًا في عام 1947. وفي حديثه مع زملائه الفلاسفة، قال إنه سيعرف نفسه بأنه لا أدري. ولكن بالنسبة إلى «الرجل العادي في الشارع»، كان سيعرّف نفسه على أنه ملحد لأنه اعتقد أن الإله المسيحي لا يحتمل وجوده أكثر من آلهة اليونان القديمة، وكان يعتقد أنه «ليس من المحتمل بشكل كافٍ أن يستحق التفكير الجاد».
جادل كوبليستون بأن وجود الله يمكن إثباته من خلال الإمكان، ورأى أن وجود الله فقط هو الذي سيعطي تجربة أخلاقية ودينية للإنسان: 
ومع ذلك، وجد راسل كل الحجج غير مقنعة. وقال إن حجة كوبليستون من الإمكان هي مغالطة، وأن هناك تفسيرات أفضل لتجربتنا الأخلاقية والدينية: